# دریم‌ورکس
دریم‌ورکس پیکچرز  (به انگلیسی: DreamWorks Picture) یک شرکت تولید فیلم آمریکایی و برچسب فیلمی برای امبلین پارتنرز است. در سال ۱۹۹۴ به عنوان یک استودیوی تولیدکنندهٔ لایو اکشن توسط استیون اسپیلبرگ، جفری کاتزنبرگ و دیوید گفن تأسیس شد که ۷۲٪ شرکت مال آنها بود. بیش از ده فیلم با فروشی در گیشه بیش از ۱۰۰ میلیون دلار تولید یا توزیع کرده‌است.
در دسامبر ۲۰۰۵، بنیانگذاران توافق کردند که استودیو را به ویاکوم، شرکت مادر پارامونت پیکچرز بفروشند. فروش در فوریه ۲۰۰۶ به پایان رسید (این نسخه اکنون استودیوی DW نامگذاری شده‌است). در سال ۲۰۰۸، دریم‌ورکس قصد خود را برای پایان دادن به مشارکت خود با پارامونت اعلام کرد و برای تولید فیلم‌هایی با گروه گروه ریلاینس هند، قرارداد ایجاد کرد. دریم‌ورکس پیکچرز دوباره به یک نهاد مستقل تبدیل شد. سال بعد، دریم‌ورکس توافق‌نامه توزیع را با استودیوی والت دیزنی موشن پیکچرز منعقد کرد، که در آن دیزنی فیلم‌های دریم‌ورکس را از طریق تاچ استون پیکچرز توزیع می‌کرد. این معامله تا سال ۲۰۱۶ ادامه داشت. از اکتبر ۲۰۱۶، فیلم‌های دریم‌ورکس توسط یونیورسال پیکچرز به بازار عرضه و توزیع می‌شود. در حال حاضر، دریم‌ورکس خارج از دفاتر خود در یونیورسال استودیوز هالیوود فعالیت می‌کند.
این شرکت در واقع در تولید فیلم‌های سینمایی فعالیت می‌کند و انیمیشن‌هایی مثل پاندای کونگ فو کار، ترول‌ها، بچه رئیس و… تولیدِ دریم‌ورکس انیمیشن است که در سال ۲۰۰۴ از دریم‌ورکس پیکچرز جدا شد و اکنون در مالکیت ان بی سی یونیورسال قرار دارد. اما شرکت اسپیلبرگ همچنان از مارک‌های تجاری اصلی دریم‌ورکس پیکچرز تحت مجوز از دریم‌ورکس انیمیشن استفاده می‌کند.

## تاریخچه

### دریم‌ورکس اس‌کی‌جی: تأسیس اصلی
این شرکت در پی استعفای جفری کاتزنبرگ از شرکت والت دیزنی در سال ۱۹۹۴ تأسیس شد. کاتزنبرگ در مورد تشکیل یک استودیوی فیلم‌های لایو اکشن از استیون اسپیلبرگ و دیوید گفن سراغ این کار را گرفت، که به دلیل خطر و هزینه، چند دهه انجام نشده بود و هر سه بسیار موفق بودند. آنها در سه شرط توافق کردند: کمتر از ۹ فیلم در سال بسازند، اگر بخواهند کار در استودیوهای دیگر آزاد هستند و به موقع برای شام به خانه می‌روند. آنها به‌طور رسمی DreamWorks SKG را در اکتبر ۱۹۹۴ با پشتیبانی مالی ۳۳ میلیون دلار از هر سه شریک به علاوه ۵۰۰ میلیون دلار از پل آلن موسوم به مایکروسافت و ۳۰۰ میلیون دلار از وارث گروه سی‌جی. استودیوی جدید آنها در دفاتر محل یونیورسال سیتی واقع در همان خانه یکپارچه با املین انترتینمنت مستقر بود. معمولاً این شرکت در یک صحنه صدا فیلمبرداری می‌کند یا در یک استودیوی بزرگ فیلمبرداری می‌کند. دریم‌ورکس که اکنون تحت عنوان شرکای امبلین شناخته می‌شود، هنوز در یونیورسال سیتی است.

### مالکیت پارامونت
در دسامبر ۲۰۰۵، ویاکوم، شرکت مادر وقت پارامونت پیکچرز، با خرید نام اصلی و تولید و پخش نام، توافق کرد که استودیوی دریم‌ورکس را خریداری کند. ارزش این معامله تقریباً ۱٫۶ میلیارد دلار بود که مبلغی شامل حدود ۴۰۰ میلیون دلار فرض بدهی بود. خرید استودیوی دریم‌ورکس با تکان‌های درون سازمانی و تشکیل مجدد ویاکوم باعث به پایان رسیدن این توافق شد.

### سرمایه‌گذاری مشترک ریلانس-اسپیلبرگ
در ژوئن ۲۰۰۸، دریم‌ورکس گزارش داد که به دنبال تأمین مالی است که به آن امکان ادامه فعالیت را بدهد، اما به عنوان یک شرکت تولیدکننده مستقل. سرانجام پس از جدایی از پارامونت و گشتن دنبال چندین صندوق سهام عمومی برای تأمین مالی، اسپیلبرگ با گروه ریلانس قرارداد صدور مجوز را برای استفاده از مارک‌های تجاری، آرم و نام دریم‌ورکس برای تولید و انتشار فیلم منعقد کرد.
در تاریخ ۹ فوریه ۲۰۰۹، والت دیزنی با توزیع فیلم‌های دریم‌ورکس از طریق تاچ استون پیکچرز، با ۱۰ درصد هزینه توزیع دیزنی توافق کردند.

### سرمایه‌گذاری شرکای اَمبلین
در سپتامبر ۲۰۱۵، گزارش شد که دریم‌ورکس و دیزنی توافق توزیع خودشان که قرار بود در اوت ۲۰۱۶ منقضی شود را تمدید نمی‌کنندو با انتشار فیلم نور میان اقیانوس‌ها در آن زمان آخرین فیلم توسط دیزنی توزیع شد. کمی بعد معلوم شد که دریم‌ورکس در حال مذاکره اولیه با یونیورسال پیکچرز برای توزیع فیلم‌های آینده خود بود. همچنین قراردادی که به اسپیلبرگ اجازه می‌داد نام و نشان دریم‌ورکس را از دریم‌ورکس انیمیشنِ جفری کاتزنبرگ مجوز بگیرد، در تاریخ ۱ ژانویه ۲۰۱۶ به پایان رسید و منجر به گمانه زنی‌ها در مورد عدم تمدید پیمان اسپیلبرگ در رسانه‌ها شد.
در شانزدهم دسامبر ۲۰۱۵، اسپیلبرگ، ریلانس، انترتینمنت وان، و رسانه پارتیکیپنت، شرکتی به نام شرکای اَمبلین را ایجاد کردند که این باعث سقوط دریم‌ورکس در ساخت فیلم‌های با مضمون بزرگسالان شد. علاوه بر دریم‌ورکس، شرکت جدید همچنین می‌تواند فیلم‌های تحت نظر امبلین انترتینمنت و شرکاش را تولید کند.
در همان روز، شرکای اَمبلین قرارداد توزیع پنج ساله با یونیورسال را اعلام کردند که براساس آن فیلم‌های این شرکت یا توسط برچسب اصلی یونیورسال یا با برچسب تخصصی آن، فوکس فیچرز توزیع و به بازار عرضه می‌شود. دختری در قطار اولین فیلمی بود که طبق توافق جدید منتشر شد.